# Parque nacional de Tanjung Puting
Parque nacional de Tanjung Puting (en indonesio: Taman Nasional Tanjung Puting) es un parque nacional en Indonesia que se encuentra específicamente en la isla de Borneo, en la provincia de Kalimantan Central. El parque es famoso por su conservación del orangután.
El parque se compone de 415.040 hectáreas de tierras secas dipterocarpáceas, manglares y bosques costeros playa y bosques secundarios.
A pesar de ser un parque nacional protegido, aproximadamente el 65% de bosque primario del parque esta degradado. La pérdida de su hábitat natural es la mayor amenaza para la vida silvestre.

## Ecología

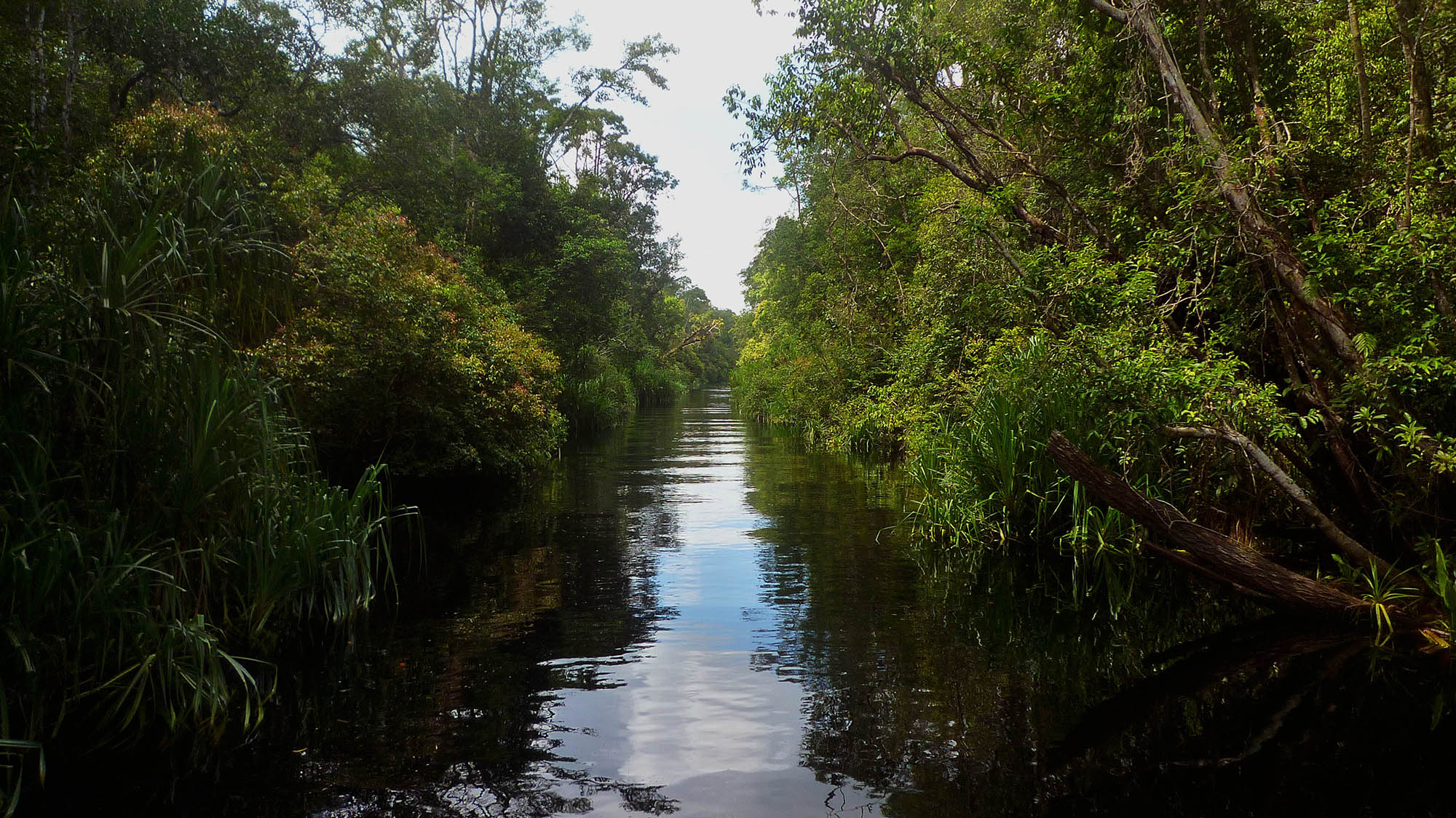
Vista de la vegetación en el río Sekonyer

El parque fue creado en la década de 1930 por el gobierno colonial holandés con el fin de proteger principalmente las poblaciones de orangután de Borneo (Pongo pygmaeus), mono narigudo (Nasalis larvatus) y rinoceronte de Sumatra (Dicerorhinus sumatrensis). 
En 1977 fue designado como Reserva de la Biosfera de la UNESCO y en 1982 como parque nacional por el Gobierno Indonesio.

### Características medioambientales
El territorio que abarca el Parque nacional es una gran llanura formada por terrenos de aluvión de origen muy reciente y de muy poca altura (entre 0 y 11 metros sobre el nivel del mar). 
Los suelos son muy ácidos, con un PH muy bajo que oscila entre 5.0 y 3.8, y, como en la mayoría de Borneo, son muy poco fértiles, lo que los hace inaptos para la agricultura. 
El clima es de tipo ecuatorial, con temperaturas altas, con máximas de 33º y mínimas de 18º y una precipitación anual de entre 2.000 y 3.000 mm repartidos a lo largo de todo el año, manteniendo siempre una humedad ambiental muy alta.

### Flora

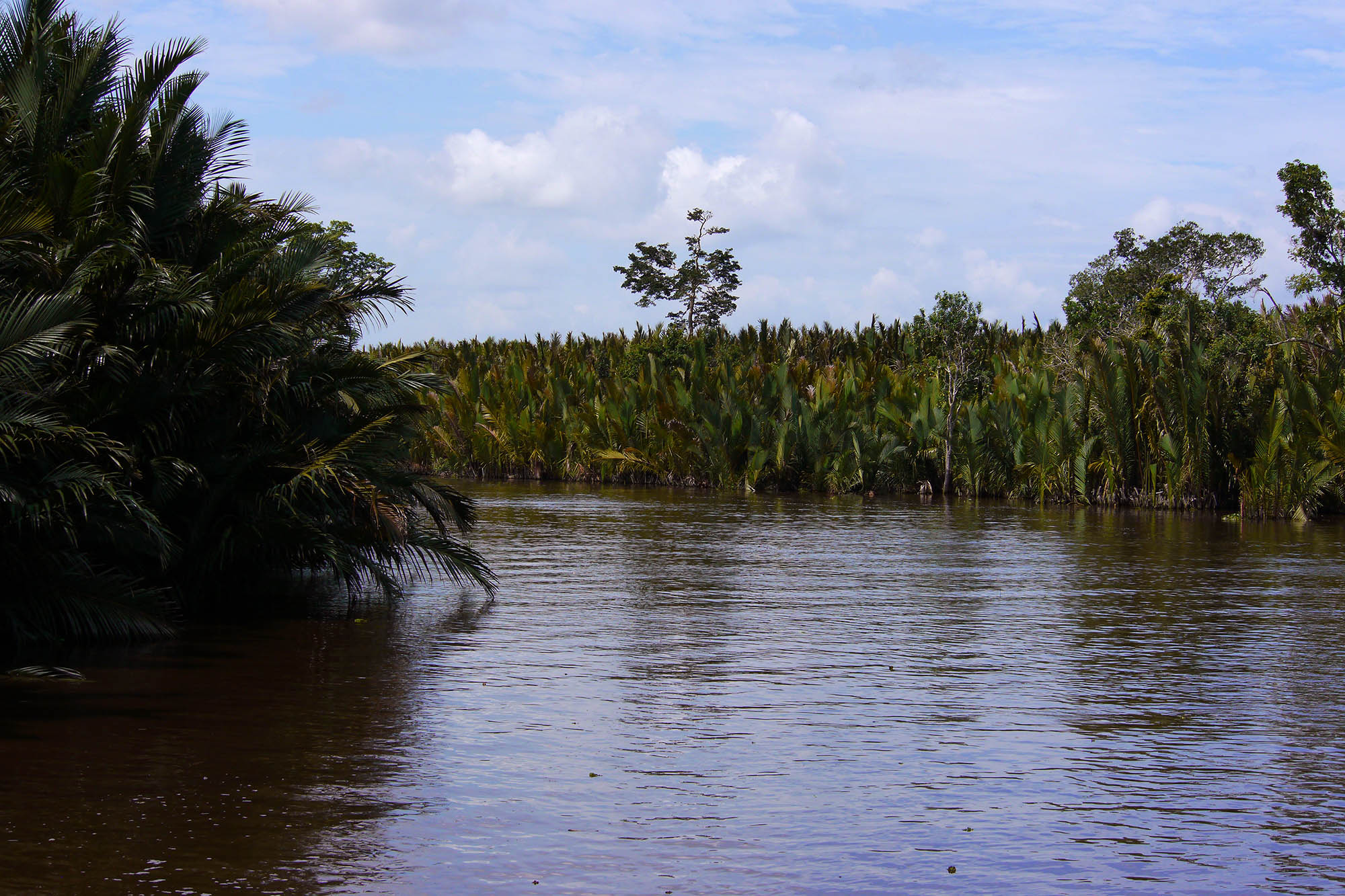
Manglares de palmera nypa (Nypa fruticans), propios de las aguas salobres en la desembocadura del río Sekonyer.

Este parque nacional contiene diferentes tipos de hábitats: 

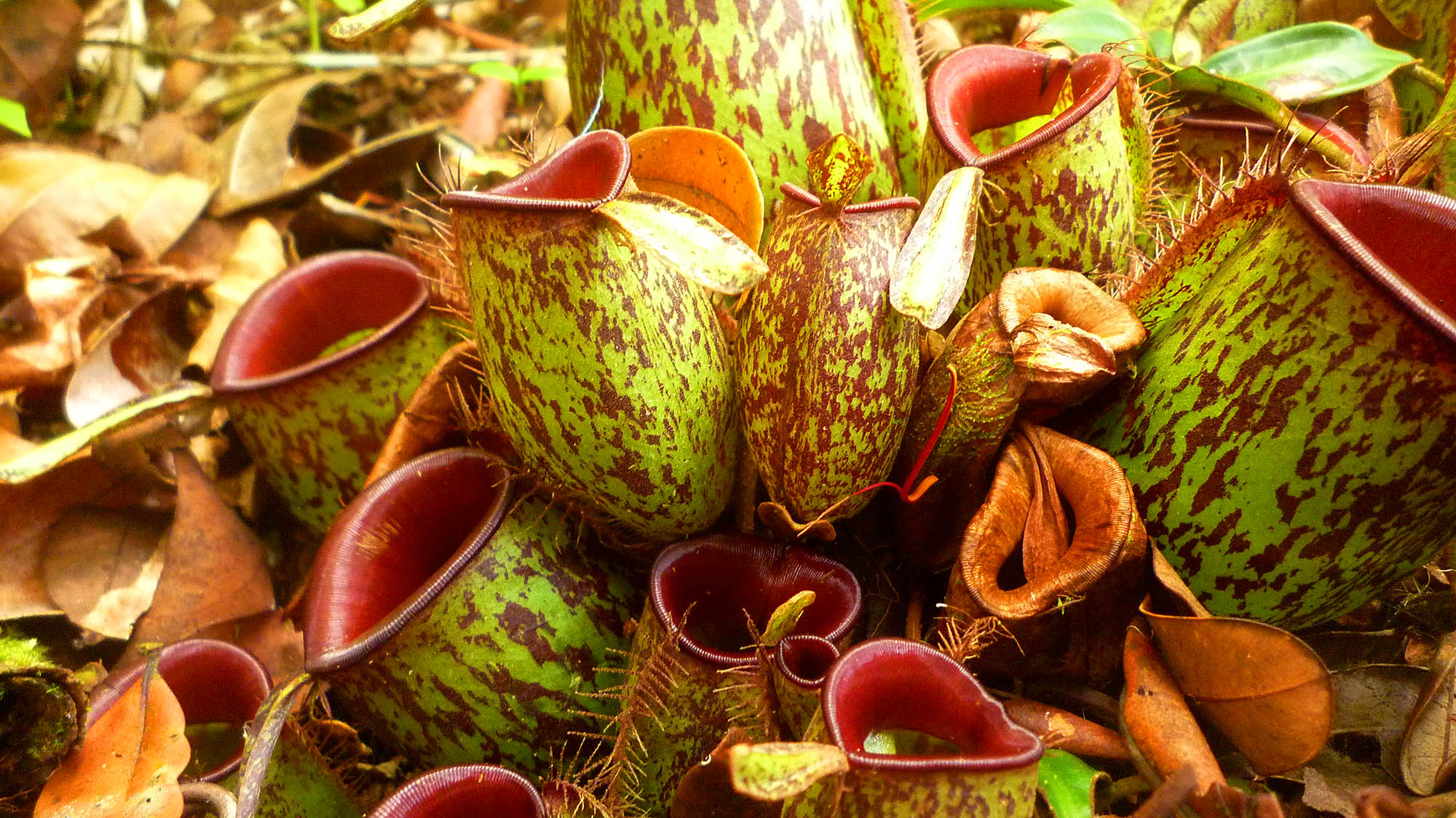
Planta carnívora (Nepenthes ampullaria).

- Planta carnívora (Nepenthes ampullaria).Selvas lluviosas de dipterocarpáceas. Se trata de un tipo de hábitat extraordinariamente rico en especies, con altos niveles de endemismos y una extraordinaria cobertura vegetal. Es un tipo de hábitat muy común en Borneo y que cubre alrededor del 50% de la superficie del parque nacional, si bien en Tanjung Puting, las dipterocarpáceas no presentan una diversidad y tamaño comparable al de otros parques nacionales de Kalimantan, como, por ejemplo ocurre en el Parque nacional de Kutai.

- Selvas de turberas. Se trata de bosques permanentemente encharcados donde la materia orgánica no se descompone y forma una gruesa capa de turba ácida. Son muy pobres en nutrientes por lo que las plantas han desarrollado defensas químicas contra la predación, lo que hace que las hojas muertas se descompongan mal por bacterias y hongos y formen gruesas capas de turba en el suelo.

- Selvas de brezos o Kerangas. Son bosques que crecen sobre sustratos arenosos muy ácidos, producto de la descomposición de rocas silíceas. Se trata de suelos muy pobres en nutrientes, especialmente nitrógeno, con un dosel arbóreo no muy alto y uniforme. Algunas especies de plantas obtienen los nutrientes faltantes de insectos que atrapan, como las plantas carnívoras del género Nepenthes.

- Manglares que se concentran en un estrecho cinturón a lo largo de los márgenes costeros del parque o en los estuarios de aguas salobres. Destaca sobre todo en estos hábitats la palmera nypa.

- Bosques secundarios. Se trata de las formaciones vegetales que surgen después de que la tierra haya sido quemada y cultivada. Están dominados por la gramínea Imperata cylindrica. Suponen entre el 20 y el 30% de la superficie del parque.[4]

### Fauna
Los rinocerontes de Sumatra se hallan extinguidos en la actualidad del parque y de todo el sur de Borneo, pero, además de los primates mencionados anteriormente, el orangután y el mono narigudo, el parque mantiene todavía buenas poblaciones de gibón de barba blanca (Hylobates albibarbis), un primate endémico del sur de Borneo, de macacos cangrejero (Macaca fascicularis) y de cola de cerdo (Macaca nemestrina), pantera nebulosa de Borneo (Neofelis diardi) , oso malayo (Helarctos malayanus), Jabalí barbado (Sus barbatus), ciervo-ratón (Tragulus javanicus) y sambar (Rusa unicolor). Entre los mamíferos marinos, es destacable la presencia en las aguas costeras del parque del dugong (Dugong dugon) y del delfín del Irawadi (Orcaella brevirostris). 
En cuanto a las aves, se pueden destacar el faisán espolonero de Borneo (Polyplectron schleiermacheri) y la cigüeña de Storm (Ciconia stormi), ambos en peligro de extinción, el argo real (Argusianus argus), así como el cálao negro (Anthracoceros malayanus) y el cálao rinoceronte (Buceros rhinoceros).
Y por lo que se refiere a los reptiles, destaca la presencia del falso gavial (Tomistoma schlegelii) y del Cocodrilo de estuario (Crocodylus porosus), habiéndose registrado casos de ataques mortales de este último a seres humanos

#### Galería

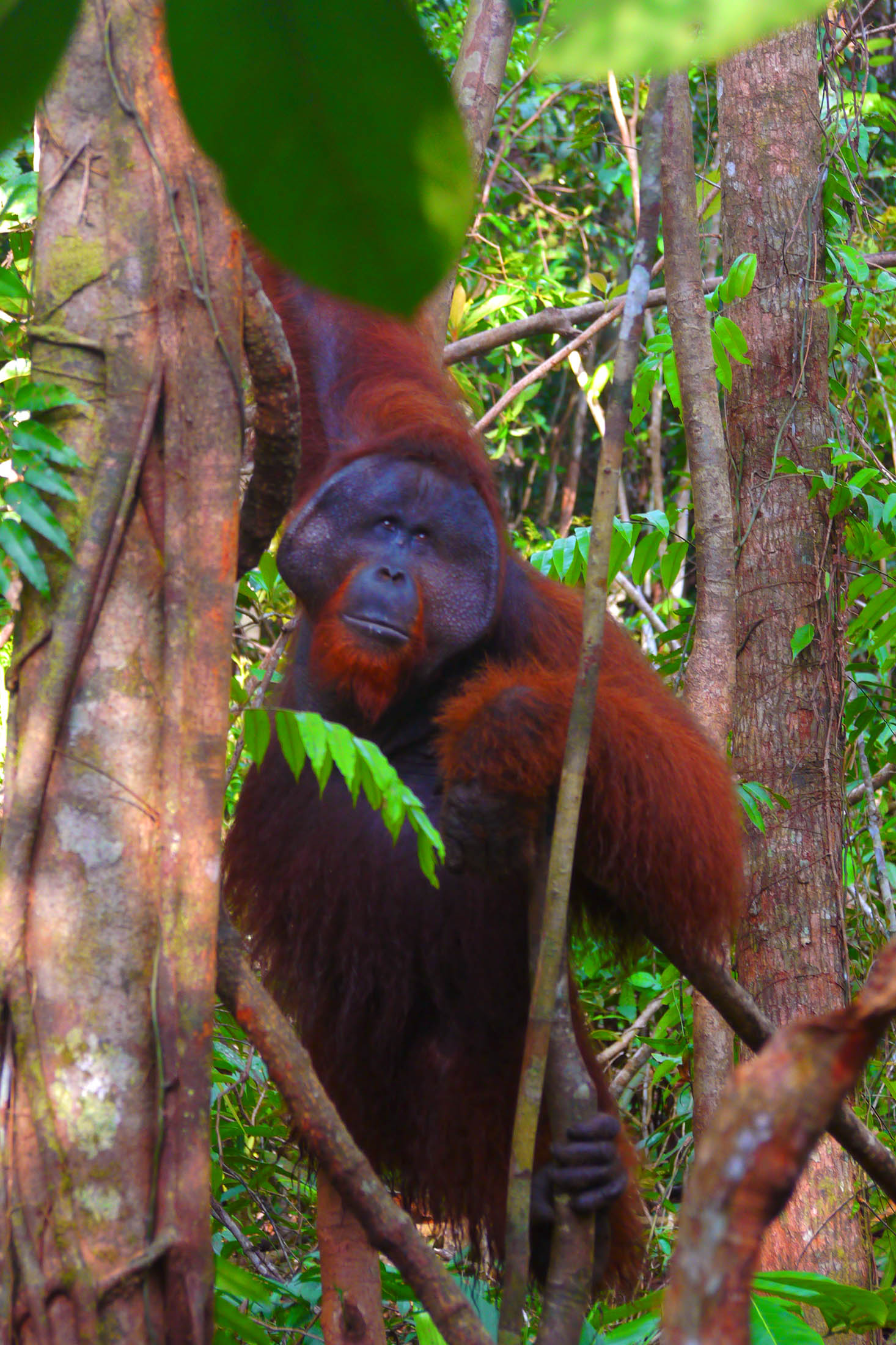
Orangután macho (Pongo pygmaeus) en uno de los centros de recuperación..
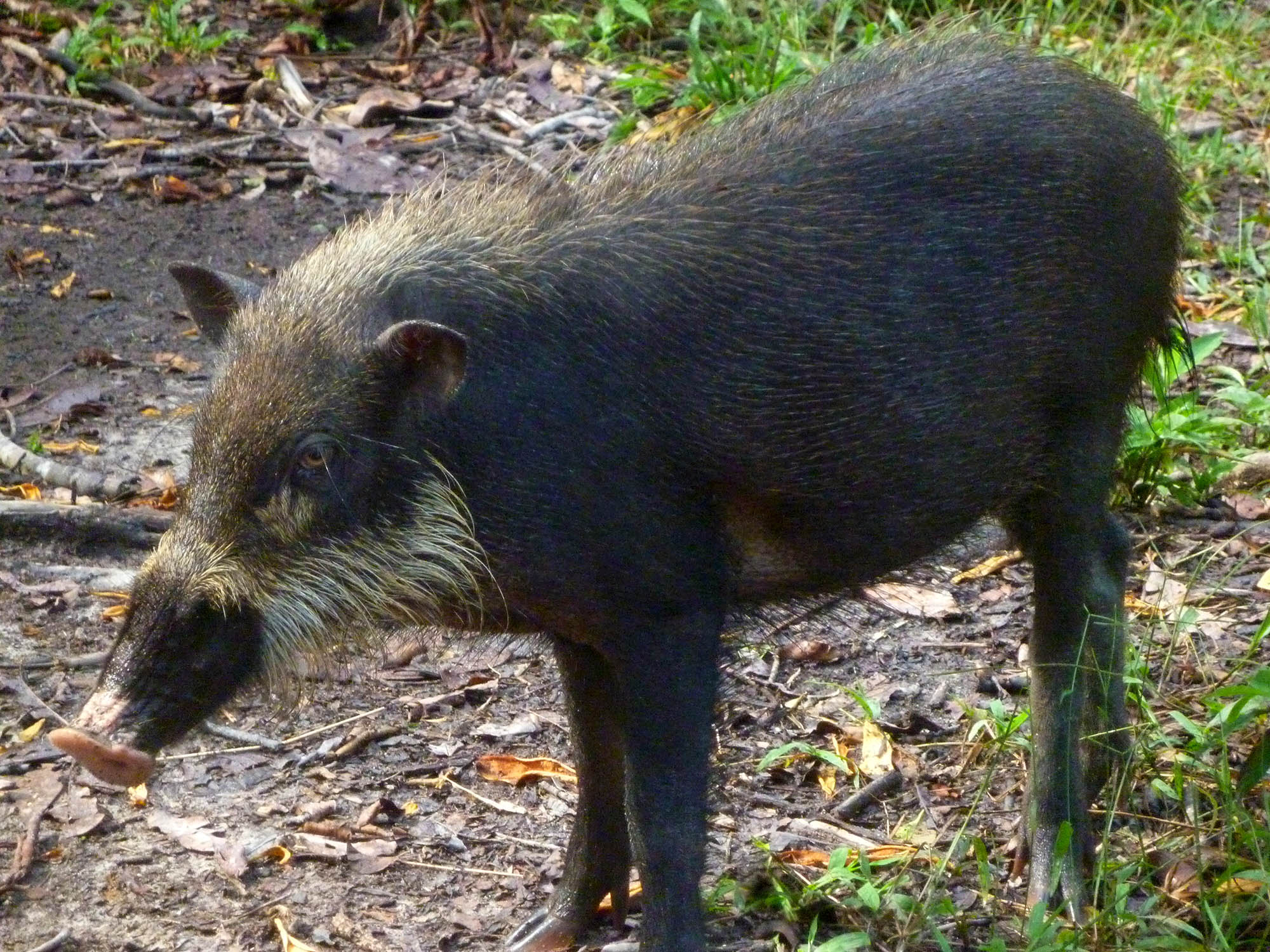
Jabalí barbado (Sus barbatus) endémico de Filipinas, Sumatra y Borneo.
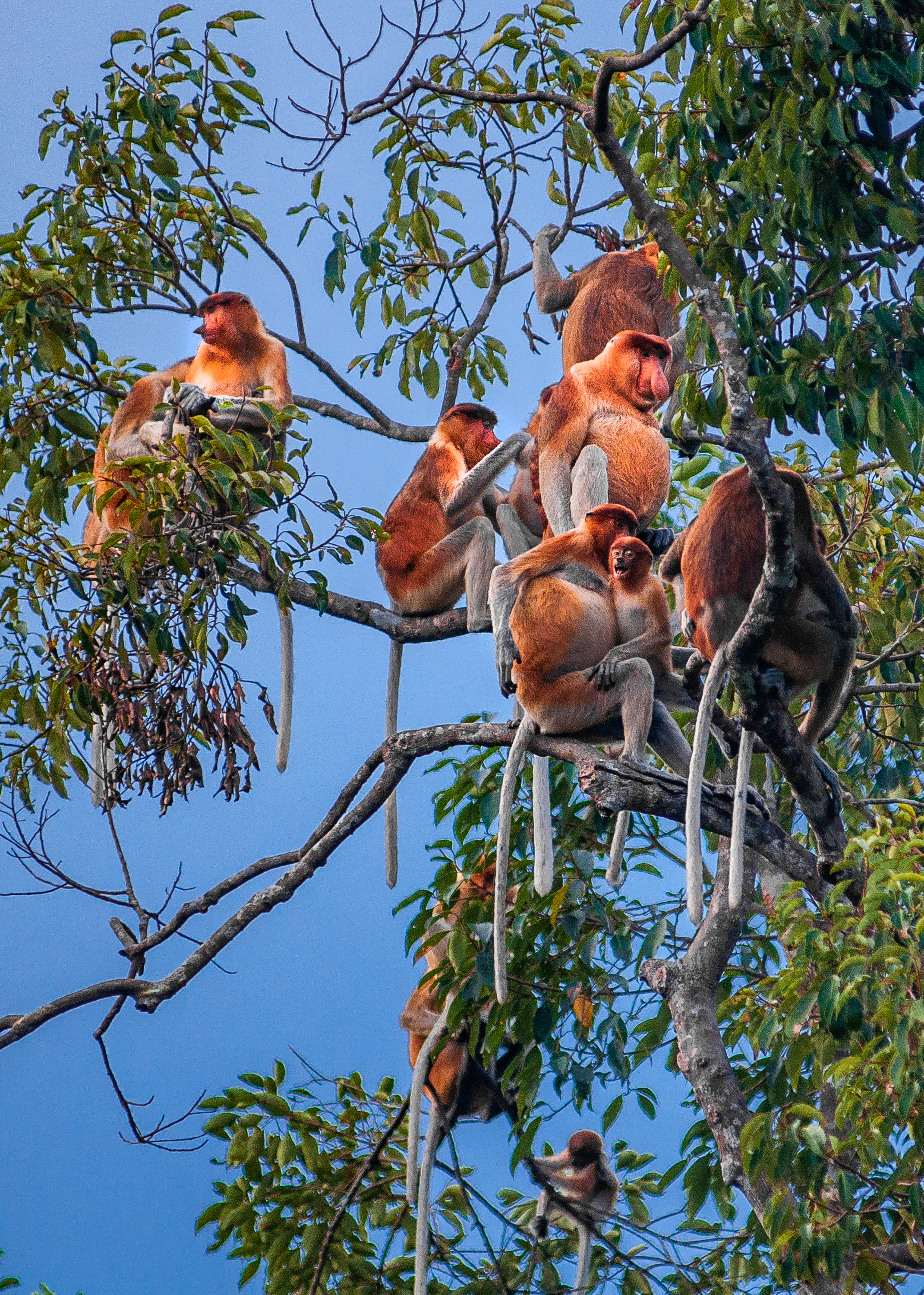
Familia de Monos narigudos (Nasalis larvatus) .
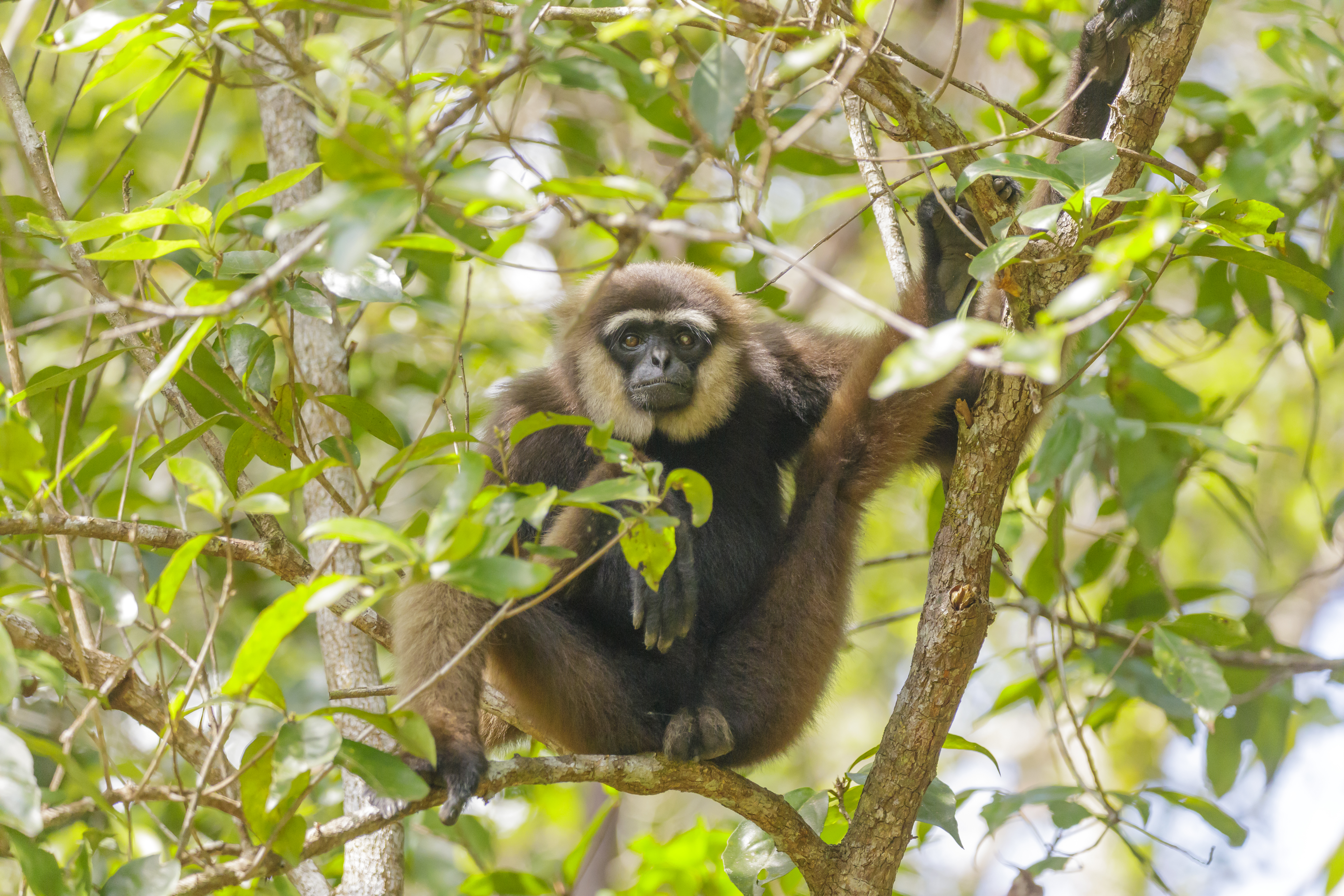
Gibón de barba blanca (Hylobates albibarbis), endémico del sur de Borneo.
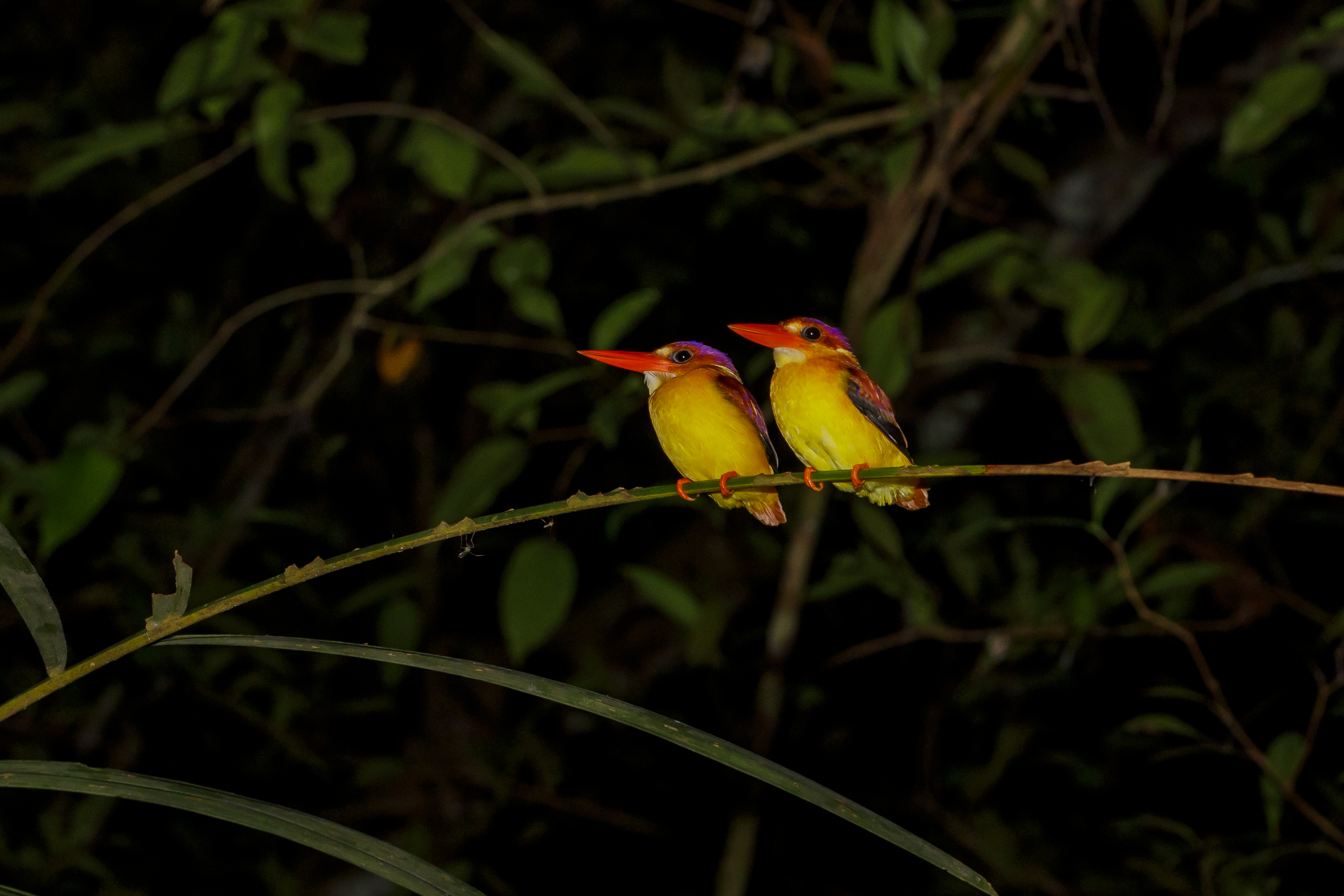
Martín pescador pigmeo oriental (Ceyx erithaca).

## Conservación

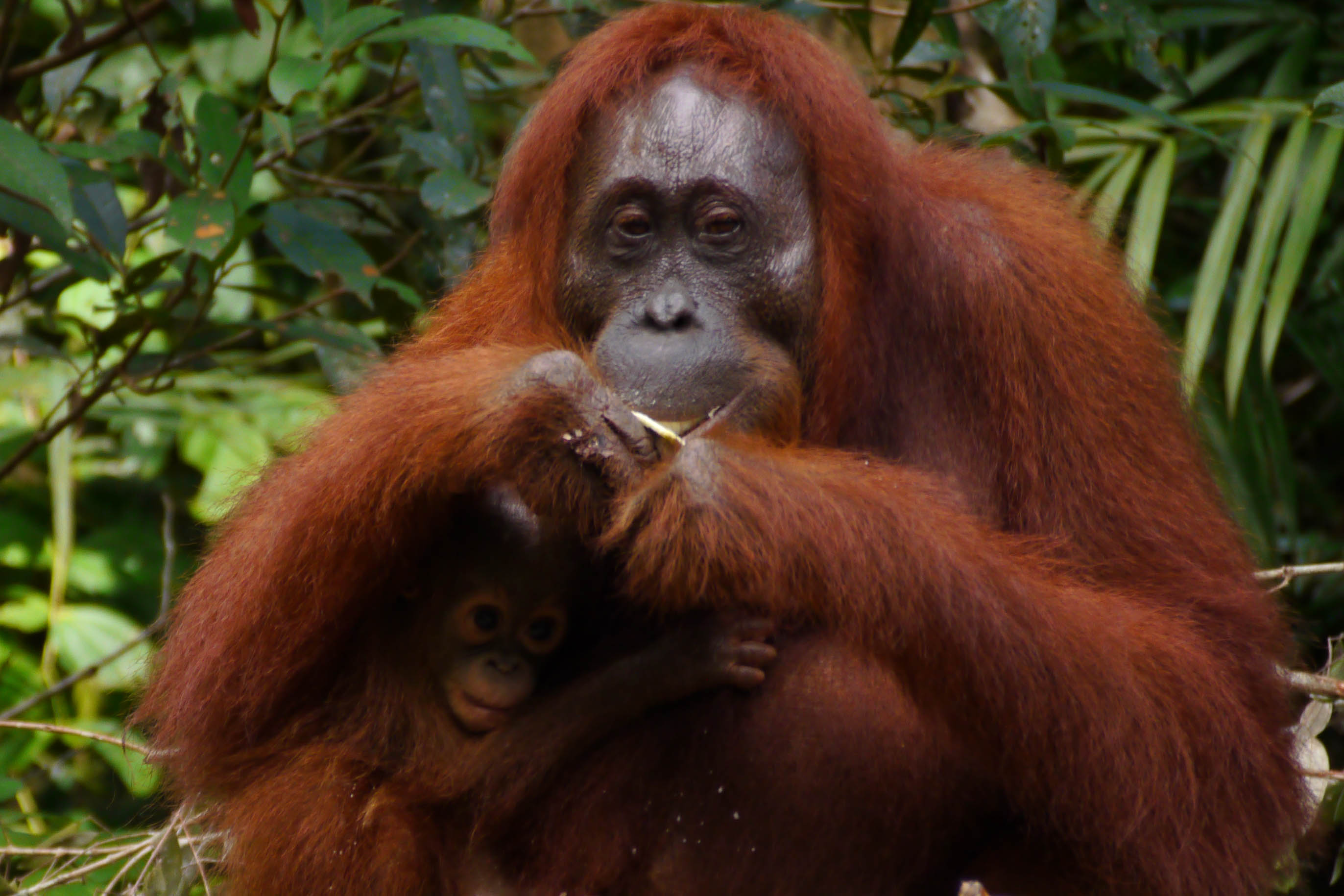
Hembra de orangután de Borneo (Pongo pygmaeus) con su cría en uno de los centros de rehabilitación de orangutanes.

A pesar de haber sido declarado parque nacional, el parque sufre constantes amenazas procedentes de la tala ilegal y la destrucción de la selva para usos agrícolas, en especial, para plantación de la palma aceitera. El parque fue muy severamente dañado por los fuegos declarados en Borneo en 1997 y 1998.
Diversas ONGs indonesias, así como la Fundación de Amigos del Parque nacional están llevando a cabo lentas pero progresivas reforestaciones de las áreas dañadas. Su trabajo de restauración medioambiental ha consistido en la plantación de miles de árboles con el objetivo de recuperar la biodiversidad endémica del lugar.

### Centros de rehabilitación de orangutanes
Cuatro centros de investigación y rehabilitación de orangutanes y otros primates han sido establecidos dentro del parque. Los centros de rehabilitación de orangutanes tienen como misión la acogida y rehabilitación para la vida salvaje de los orangutanes desplazados por la deforestación en otras zonas de Borneo. 
El más antiguo de estos centros, Camp Leakey, fue fundado en 1971 con la ayuda de la Fundación Leakey. En este campamento, la doctora Biruté Galdikas, una de las más reputadas científicas en el conocimiento del comportamiento del orangután, comenzó su carrera para estudiar el comportamiento de orangutanes huérfanos reintroducidos a la vida salvaje. El nombre actual del campo base se debe al Dr. Louis Leakey, quien fue mentor de Biruté Galdikas.
En la zona también se encuentra el centro de Rehabilitación Pondok Tangui, dónde los orangutanes son también rehabilitados.

## Desarrollo turístico

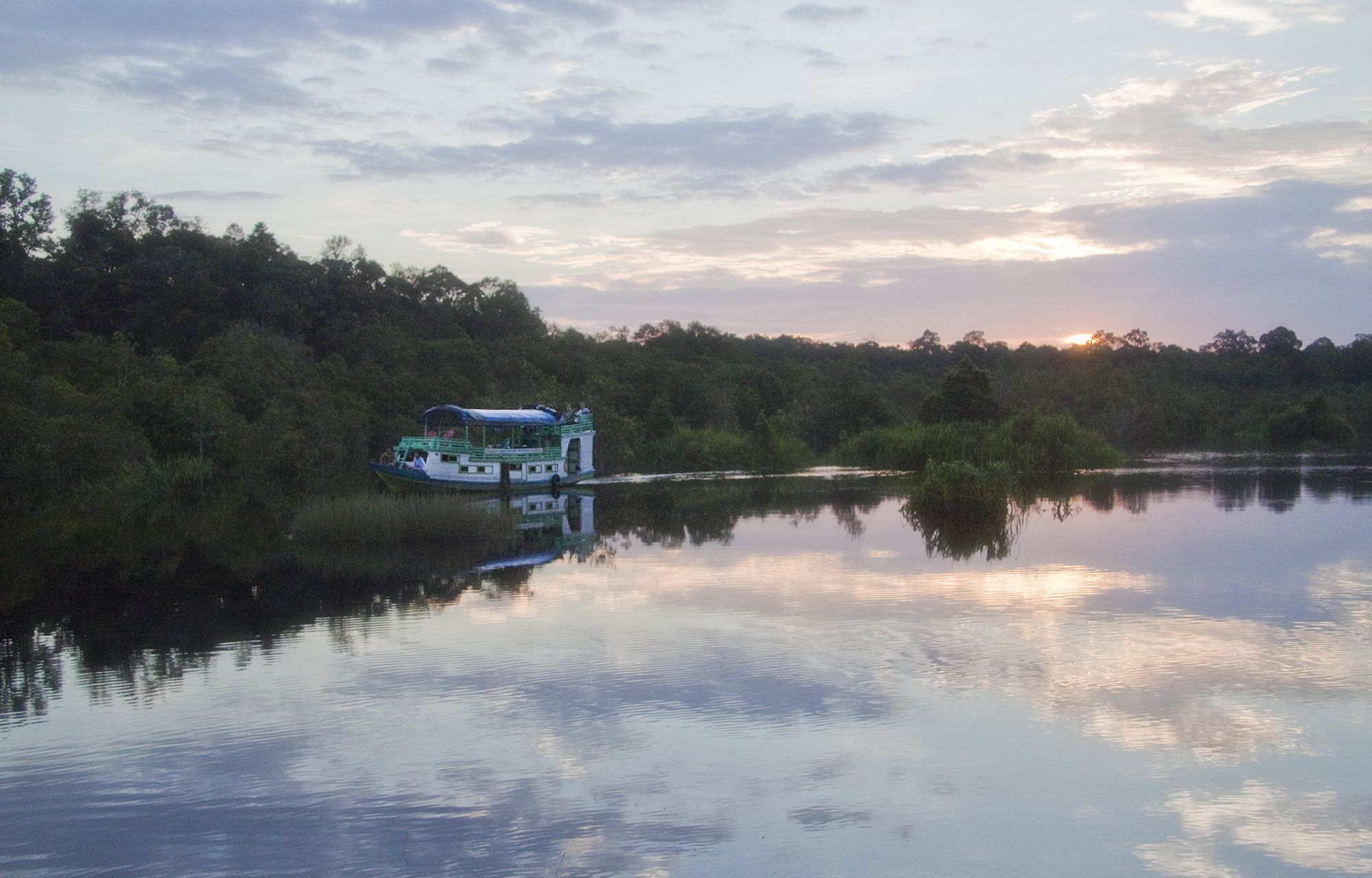
Barco turístico en el río Sekonyer.

En la actualidad, Tanjung Puting es un destino muy popular del ecoturismo en Indonesia. Varias compañías ofrecen tours de dos-tres días en barco a lo largo del río Sekonyer con el fin de conocer los ecosistemas y la vida salvaje del parque nacional, así como los centros de rehabilitación de orangutanes. Los tours parten normalmente desde el aeropuerto de la ciudad de Pangkalan bun.
Los centros de rehabilitación de orangutanes mantienen un programa de alimentación suplementaria para los orangutanes devueltos a la selva, que se ha convertido en una de las principales atracciones turísticas del parque nacional. 